# Berylmys
Berylmys é um gênero de roedores da família Muridae.

## Espécies
- Berylmys berdmorei (Blyth, 1851)
- Berylmys bowersi (Anderson, 1879)
- Berylmys mackenziei (Thomas, 1916)
- Berylmys manipulus (Thomas, 1916)